# De Witte Oliphant
Die De Witte Oliphant (niederländisch, Deutsch: „Der Weiße Elefant“) war ein niederländisches Segelkriegsschiff mit über 80 Geschützen auf zwei Decks. Es wurde gegen Ende des zweiten Englisch-Niederländischen Seekriegs 1667 in Dienst gestellt und diente als Flaggschiff von Vizeadmiral Isaac Sweers. Das Schiff nahm an wichtigen Seeschlachten seiner Zeit teil, bevor es 1686 abgewrackt wurde.

## Das Schiff
Das Schiff De Witte Oliphant, benannt nach dem selten vorkommenden weißen Elefanten, wurde 1667 vom Schiffbaumeister Jan van Reenen in Amsterdam fertiggestellt. In einiger Literatur und in Bildbeschreibungen wird es dabei auch schlicht Witte Oliphant, Oliphant oder De Oliphant, aber auch in der Schreibweise Olifant statt Oliphant bezeichnet.
Das Schiff war ein Rahsegler mit drei Masten (Besanmast, Hauptmast und Fockmast). Lediglich am Besanmast befand sich auf der untersten Position (Unterbesansegel) ein Lateinersegel. Zudem konnte am Bugspriet noch die Blinde gesetzt werden. Am Bugspriet befand sich eine Mars, auf der ein Bugsprietmast installiert war, an dem noch die Oberblinde (Bouvenblinde) gesetzt werden konnte.
Bei der Konstruktion des Schiffes wurde darauf geachtet, dass es keinen übermäßigen Tiefgang hatte, da es sonst die teilweise flachen Gewässer vor der niederländischen Küste und die niederländischen Häfen nicht ungefährdet passieren konnte. Neben dem verhältnismäßig geringen Tiefgang war es zudem in der Wasserlinie breiter. Beides zusammen bewirkte eine ruhigere Lage des Schiffskörpers im Wasser und einen geringeren Krängungsgrad. Hieraus ergab sich zudem ein wichtiger Vorteil im Gefecht: Während andere Schiffe ihre untersten Stückpforten aufgrund der Krängung schließen mussten, damit dort kein Wasser eindrang, konnte die De Witte Oliphant auch die im untersten Deck aufgestellten schwereren Geschütze einsetzen. Außerdem erhöhte eine ruhigere Lage im Wasser auch die Trefferwahrscheinlichkeit.
Die De Witte Oliphant war ein Zweidecker und schloss im Heckbereich mit einem glatten Heckspiegel ab. Als zentraler Blickfang und repräsentatives Schnitzwerk befand sich im oberen Drittel des Heckspiegels ein weißer Elefant. Gerahmt war dieses bildhauerische Werk von diversen allegorischen und in barockem Stil gehaltenen Schnitzereien: Der reich verzierte Heckspiegel mündete an den äußeren seitlichen Enden in die Seitengalerien, auf denen Löwenfiguren und Admiralsfiguren verbaut waren. In den Heckspiegel waren zudem kunstvoll verzierte, zum Teil stark geschwungene Friese verbaut, die optisch von einer Reihe von Figuren gestützt wurden. Oberhalb des oberen Frieses waren drei große Hecklaternen angebracht, die das traditionelle Erscheinungsbild des Heckbereiches von Segelkriegsschiffen abrundeten. Als Galionsfigur schmückte ein Löwe, wie auf vielen Segelkriegsschiffen niederländischer Bauart üblich, den Scheg.
Der Schiffskörper war in der Kraweelbauweise einschließlich des Schanzkleides beplankt, die im Gegensatz zur Klinkerbauweise durch eine verhältnismäßig ebene Oberfläche gekennzeichnet war.
Die De Witte Oliphant war mit 82 bis 92 Kanonen ausgestattet, wobei die schwereren Kaliber auf dem unteren Waffendeck positioniert waren. Die Kanonen stammten in der Regel aus eigener, niederländischer Herstellung und waren auf den beiden Waffendecks, dem Oberdeck und in den Heckspiegel integriert.

## Geschichte
Die niederländische Flotte war der englischen Flotte qualitativ unterlegen. Allerdings hatte Johan de Witt, einflussreicher Ratspensionär von Holland – zuständig für außenpolitische Belange, die Generalstaaten im November 1664 zum Bau zahlreicher Neubauten bewegen können, darunter 24 neue „Kapitalschiffe“ (Capitale schepen van Oorloge); im März 1665 wurden 24 weitere Neubauten befohlen, im Juli 1666 nochmals zwölf – darunter auch die De Witte Oliphant.
Am 7. Juni 1667 diente das fertiggestellte Schiff als Flaggschiff von Vizeadmiral Isaac Sweers im Geschwader von Admiral Willem Joseph van Ghent vor Texel. Das Geschwader war Teil der Flotte von Admiral Michiel de Ruyter, der 1665 als Admiralleutnant zum Befehlshaber der Flotte der Generalstaaten ernannt wurde.

### Überfall im Medway (19. Juni bis zum 24. Juni 1667)
→ siehe hierzu den Hauptartikel Überfall im Medway
Am 10. Juni 1667 befand sich die De Witte Oliphant auf Reede in Schooneveld, einem Seegebiet bei Walcheren in der damaligen Provinz Zeeland. Am 13. Juni vereinte sie sich mit der niederländische Flotte und segelte in Richtung England. Es folgte am 19. Juni ein tollkühner Vorstoß in die Themse, der über den Fluss Medway bis nach Chatham führte. Dabei versenkten die Niederländer mehrere englische Kriegsschiffe und zerstörten etliche von den die Fahrrinne deckenden Landbatterien. Das symbolträchtige Linienschiff Royal Charles, sowie die Fregatte Unity wurden dabei erobert und als Prisen in die Heimat geschleppt. Die De Witte Oliphant kehrte nach dem Überfall im Medway nach Texel zurück.

### Seeschlacht von Solebay (7. Juni 1672)
→ siehe hierzu den Hauptartikel Seeschlacht in der Solebay
In der Seeschlacht von Solebay im Rahmen des Dritten Englisch-Niederländischen Krieges von 1672 bis 1674 überraschte die niederländische Flotte unter den Admiralleutnanten Michiel de Ruyter, Adriaen Banckert sowie Willem Joseph van Ghent die vor Solebay ankernde englisch-französische Flotte und konnte diese Schlacht für sich gewinnen. Die De Witte Oliphant  erlitt in der Schlacht schweren Schaden, konnte aber am 9. Juni 1672 zurückkehren und in heimatlichen Gewässern vor Anker gehen.

### Zweite Seeschlacht von Schooneveld (14. Juni 1673)
→ siehe hierzu den Hauptartikel Zweite Seeschlacht von Schooneveld
Die De Witte Oliphant war an der Zweiten Seeschlacht von Schooneveld am 14. Juni 1673 beteiligt. Der niederländischen Flotte gelang es hier, die englisch-französischen Geschwader in Unordnung zu bringen und diese zum Rückzug in die Themsemündung zu zwingen.

### Seeschlacht vor Texel (21. August 1673)

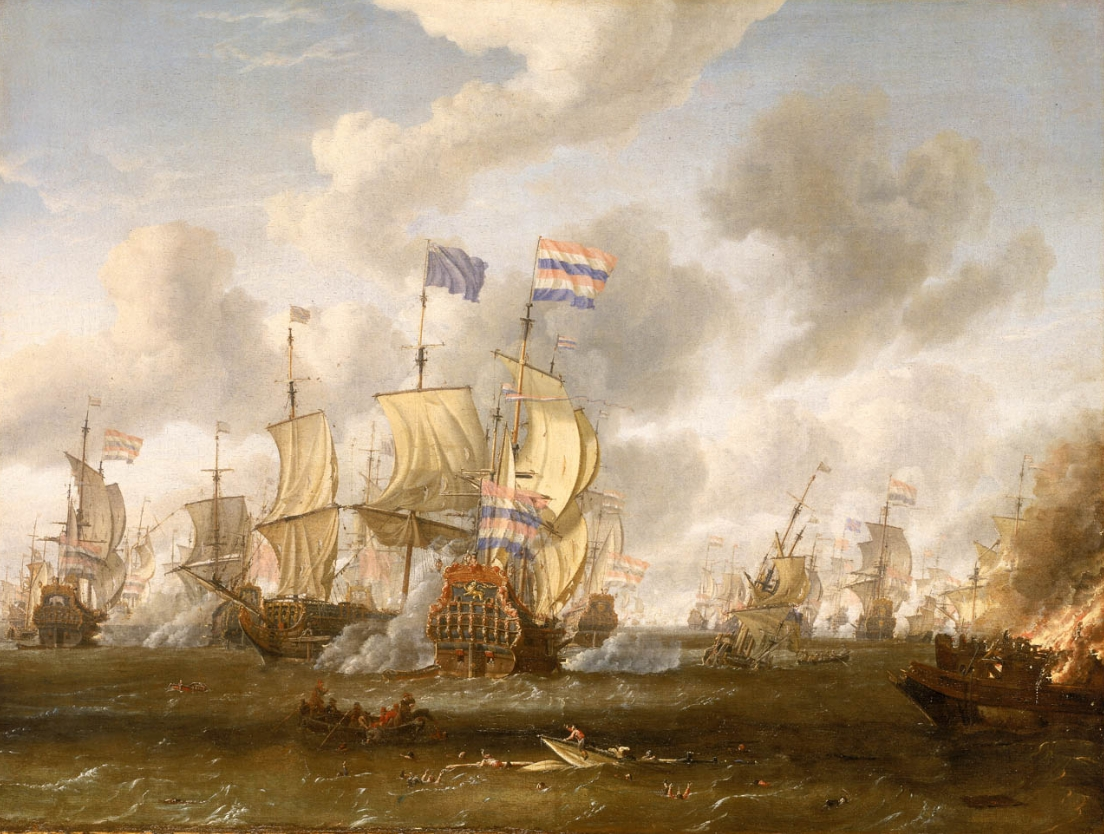
In diesem Gemälde von der Seeschlacht vor Texel von Abraham Storck ist die De Witte Oliphant ganz links im Gefecht zu sehen

→ siehe hierzu den Hauptartikel Seeschlacht vor Texel
Nachdem die verbündeten Franzosen und Engländer mit starken Truppen einen Landungsversuch an der niederländischen Küste unternehmen wollten, trafen sie am 21. August 1673 vor Texel auf die niederländische Flotte. Die De Witte Oliphant, die hier das Blaue Geschwader von Isaac Sweers anführte, geriet dabei in ein Gefecht mit einem Geschwader von Konteradmiral John Kempthorne, in dessen Verlauf Admiral Isaac Sweers getötet wurde. Unabhängig von diesem Ereignis brachen die Engländer den Landungsversuch ab, was die Vereinigten Provinzen als Erfolg werteten.

### Ende
Über die weitere Verwendung des Schiffes über 1673 hinaus ist nicht viel bekannt. 1686 wurde es abgewrackt.

## DieDe Witte Oliphantin der zeitgenössischen Marinemalerei

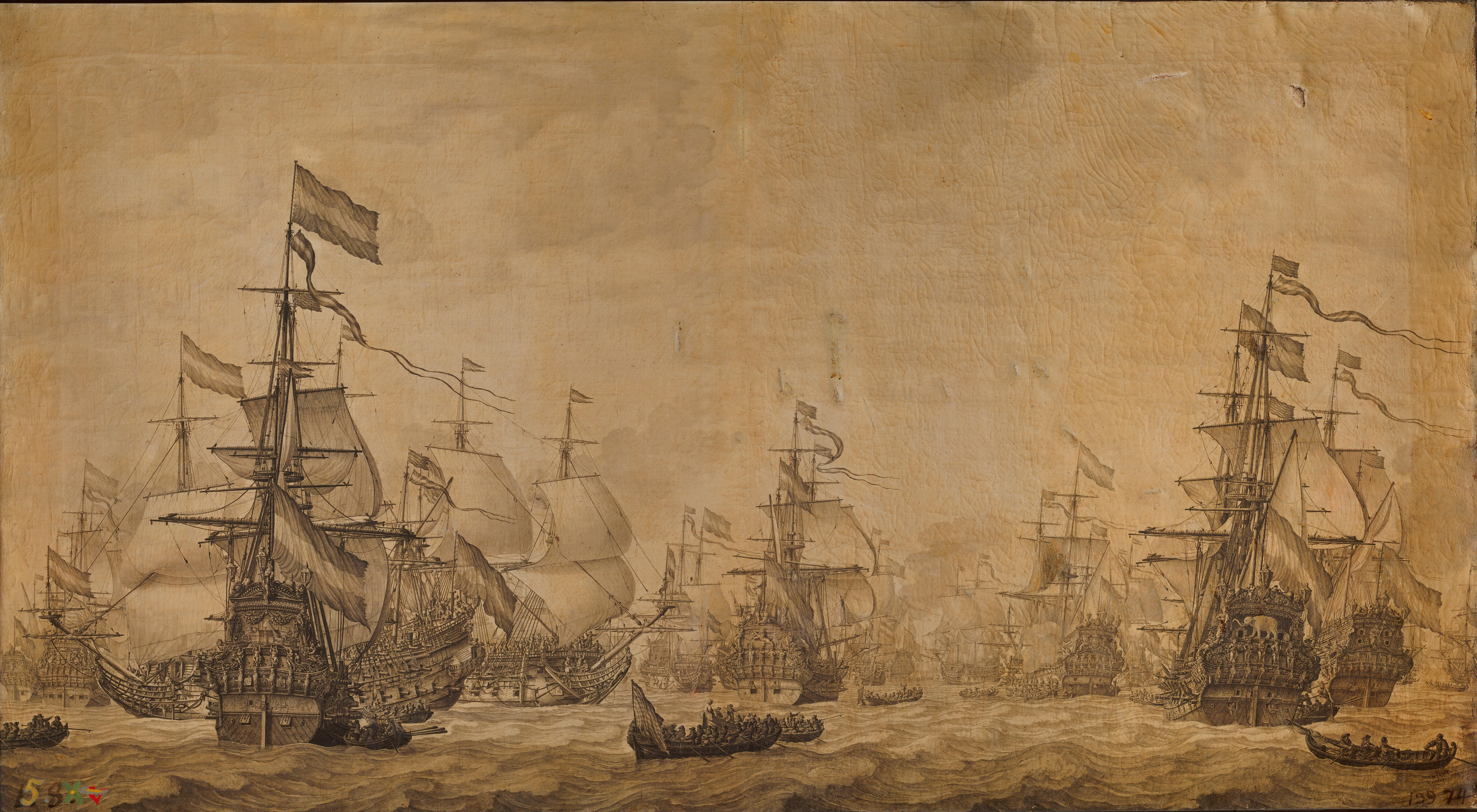
Vollständige Zeichnung von Niederländische Flaggschiffe auf See in einer moderaten Brise unter leichter Besegelung von Willem van de Velde der Ältere. Die De Witte Oliphant ist Mittelpunkt der rechten Bildhälfte

Die De Witte Oliphant und ihre Teilnahme an wichtigen Seeschlachten hat einige zeitgenössische Künstler dazu inspiriert, sie im Kontext mit anderen Segelkriegsschiffen ihrer Zeit auf Gemälden und Zeichnungen festzuhalten. So haben die niederländischen Künstler Willem van de Velde der Ältere und Abraham Storck sie entsprechend verewigt. Die Werke sind heute in Museen ausgestellt und gelten als wichtige Bildnisse damaliger Schiffbaukunst.